# 엘렌 알버티니 도우
엘런 앨버티니 다우(Ellen Albertini Dow, 1913년 11월 16일 ~ 2015년 5월 4일)는 미국의 배우, 안무가, 무대 연출가이다.
노섬벌랜드군에서 태어났으며 로스앤젤레스에서 사망하였다. 사인은 폐렴이다.

## 출연 작품
- 프랭크 더 바스타드 (2013년)
- 쉬 원츠 미 (2012년) - 엘마 역
- 위드아웃 어 패들 2 (2009년)
- 더 블루 아워 (2007년)
- 팻 걸스 (2006년)
- 웨딩 크래셔 (2005년) - 할머니 메리 클리어리 역
- 사랑은 언제나 좋아 (2001년)
- 로드 트립 (2000년)
- 스튜디오 54 (1998년)
- 패치 아담스 (1998년)
- 웨딩 싱어 (1998년)
- 쥬니어는 문제아 3 (1995년)
- 방송국 사고 파티 (1994, Radioland Murders)
- 시스터 액트 2 (1993년)
- 시스터 액트 (1992년)
- 투게더 (1992년)
- 투명 인간의 사랑 (1992년)
- 나의 푸른 하늘 (1990년)
- 먼치스 (1987년)
- 사각의 링 (1986년)
- 해리와 아치 (1986년)
- 아메리칸 드라이브-인 (1985년)

### 텔레비전
- 아메리칸 대드! (2005년)